# Return of the Girl
Return of the Girl — третій мініальбом південнокорейського дівчачого гурту Everglow. Реліз відбувся 1 грудня 2021 року, й містить п'ять пісень, включаючи головний трек — «Pirate».

## Передумови та реліз
15 листопада 2021 року Yuehua Entertainment оголосили, що 1 грудня Everglow випустять свій третій мініальбом — Return of the Girl. Днем пізніше опублікували промо-графік. 22 листопада оприлюднили трек-лист й «Pirate», оголосили головним синглом. 24 листопада вийшов тизер кліпу на пісню «Pirate». 28 листопада випустили тизер-відео хореографії на «Pirate».

## Комерційний результат
Return of the Girl дебютував на десятому місці південнокорейського чарту Gaon Album Chart у період з 28 листопада по 4 грудня 2021 року; у щомісячному чарті мініальбом дебютував на 12 місці у момент на грудень 2021 року з накладом 40 809 копій.

## Просування
1 грудня 2021 року, перед релізом мініальбому, Everglow провели онлайн-концерт, аби представити мініальбом й поспілкуватися зі своїми шанувальниками. Гурт виконав пісню «Pirate» на різних музичних шоу, а також спеціально виступив з піснею «Don't Speak» на The Show.

## Список пісень
| Список пісеньReturn of the Girl | Список пісеньReturn of the Girl | Список пісеньReturn of the Girl                       | Список пісеньReturn of the Girl                 | Список пісеньReturn of the Girl | Список пісеньReturn of the Girl |
| #                               | Назва                           | Автор слів                                            | Автор музики                                    | Аранжування                     | Тривалість                      |
| ------------------------------- | ------------------------------- | ----------------------------------------------------- | ----------------------------------------------- | ------------------------------- | ------------------------------- |
| 1.                              | «Back Together»                 | Yoo Ga-young Lee Bo-ra Kang Eun-jeong 72              | Tobias Näslund Sanna Martinez Maria Marcus 72   | Tobias Näslund                  | 3:59                            |
| 2.                              | «Pirate»                        | Hong Yi-reum (Makeumine Works) 72                     | Olof Lindskog Gavin Jones Hayley Aitken 72      | Ollipop                         | 3:30                            |
| 3.                              | «Don't Speak»                   | Lee Seu-ran Lee Bo-ra 72                              | Olof Lindskog Hayley Aitken Ludwig Lindell 72   | Ollipop Ludwig Lindell          | 3:27                            |
| 4.                              | «Nighty Night»                  | Hong Yi-reum (Makeumine Works) Luke (Makeumine Works) | Olof Lindskog Louise Frick Sveen Gavin Jones 72 | Ollipop                         | 2:42                            |
| 5.                              | «Company»                       | Park Hee-ah 72                                        | Christian Fast Maria Marcus                     |                                 | 2:57                            |
| 16:35                           |                                 |                                                       |                                                 |                                 |                                 |

## Кредити та співробітники
Адаптовано з нотаток до альбому.
| Музиканти - Everglow — спів, екстремальні вокали (track 2) - Tobias Näslund — drum programming(track 1,5), bass (track 1,5), synthesizer programming (track 1,5), keyboard (track 5) - Ollipop — drum programming (tracks 2,3,4), bass (tracks 2,3,4), synthesizer programming (tracks 2,3,4), keyboard (tracks 2,3,4), vocal arrangement (track 4) - Ludwig Lindell — drum programming (track 3), bass (track 3), synthesizer programming (track 3), keyboard (track 3) - Maria Marcus — piano (track 1), vocal arrangement (track 1,5), background vocals (track 5), gang vocals (track 5) - Sanna Martinez — vocal arrangement (track 1), background vocals (track 1) - Hayley Aitken — vocal arrangement (tracks 2,3), background vocals (track 2), gang vocals (tracks 2,3) - Louise Frick Sveen — vocal arrangement (track 4), background vocals (track 4), gang vocals (track 4) - Gavin Jones — vocal arrangement (track 4) - Pae Su-jung (배수정; Sophia Pae) — background vocals (tracks 1,2,3) - Rami Nu — background vocals (track 4) - Janet Suhh — background vocals (track 5) | Техніки - Tobias Näslund — producer (tracks 1,5) - Ollipop — producer (tracks 2,3,4), digital editing (track 2) - Ludwig Lindell — producer (track 3) - 72 — vocal directing (tracks 1,3,4,5) - G-High — vocal directing (track 2) - Jang Woo-young (장우영) — recording (tracks 1,3,4,5), digital editing (tracks 1,3,4,5), mixing (tracks 4,5) - Kang Sun-young (강선영) — recording (track 2), digital editing (track 2) - Jo Jun-sung (조준성) — mixing (track 1) - Bob Horn — mixing (track 2) - Jaime Velez — mixing (track 3) - Kwon Nam-woo — mastering | Студії - Doobdoob Studio — recording (tracks 1,3,4,5) - Monotree Studio — recording (track 2), digital editing (track 2) - MWF Hives — digital editing (tracks 1,3,4,5), mixing (tracks 4,5) - Björk Studios — digital editing (track 2) - WSound — mixing (track 1) - The Echo Bar Recording Studios — mixing (track 2) - Blackwood Studios — mixing (track 3) - 821 Sound — mastering Публікування - Cosmos Music Publishing — original publishing (tracks 1,5) - The Key Artist Publishing — original publishing - The Key Artist Agency — original publishing (tracks 1,3,5), sub-publishing - The Kennel AB — original publishing (tracks 2,3,4) - Makeumine Works — original publishing (tracks 2,4) - Fast Cut Music Publishing — original publishing (track 5) - Iconic Sounds — sub-publishing (track 5) |

## Чарти
| Чарт (2022)                | Пікова позиція |
| -------------------------- | -------------- |
| South Korean Albums (Gaon) | 10             |

| Чарт (2022)                | Пікова позиція |
| -------------------------- | -------------- |
| South Korean Albums (Gaon) | 12             |

## Продажі
| Регіон         | Продажі |
| -------------- | ------- |
| Південна Корея | 46,015  |

## Історія релізу
| Регіон         | Дата          | Формат                        | Лейбл              |
| -------------- | ------------- | ----------------------------- | ------------------ |
| Південна Корея | 1 грудня 2021 | CD                            | Yuehua Stone Music |
| Інші           | 1 грудня 2021 | цифрове завантаження стриминг | Yuehua Stone Music |